# Kommunalwahlen in Italien 2000
Die Kommunalwahlen in Italien 2000 fanden am 16. April (1. Wahlgang) und 30. April (Stichwahl) statt.
In Aostatal fanden die Wahlen am 7. Mai statt. Im Trentino-Südtirol fanden sie am 14. Mai (1. Wahlgang) und 28. Mai (Stichwahl) statt.

## Wahlergebnisse der Provinzhauptstädte

### Aosta
|                                             | Guido Grimodgewählt |        |      | 13.426 | 64,2   | Union Valdôtaine                            | 6.113 | 29,5 | 9 |
| Autonomistes – Fédération Autonomiste       | Guido Grimodgewählt | 3.743  | 18,1 | 13.426 | 64,2   | 6                                           |       |      |   |
| Gauche Valdôtaine – Democratici di Sinistra | Guido Grimodgewählt | 2.967  | 14,3 | 13.426 | 64,2   | 4                                           |       |      |   |
| I Democratici                               | Guido Grimodgewählt | 392    | 1,9  | 13.426 | 64,2   | –                                           |       |      |   |
| ↳ Gesamt                                    | Guido Grimodgewählt | 13.215 | 63,9 | 13.426 | 64,2   | 19                                          |       |      |   |
|                                             | Orlando Navarra     |        |      | 2.347  | 11,2   | Forza Italia                                | 2.347 | 11,3 | 3 |
|                                             | Clotilde Forcellati |        |      | 1.974  | 9,4    | Verdi – Lista Civica Alternativa            | 1.974 | 9,5  | 3 |
|                                             | Bruno Milanesio     |        |      | 1.297  | 6,2    | Partito Socialista Valdostano               | 1.297 | 6,3  | 2 |
|                                             | Alberto Zucchi      |        |      | 772    | 3,7    | Centro-destra per Aosta (Civica – CCD – AN) | 772   | 3,7  | 1 |
|                                             | Maurizio Pucci      |        |      | 689    | 3,3    | Partito della Rifondazione Comunista        | 689   | 3,3  | 1 |
|                                             | Adriano Genesio     |        |      | 399    | 1,9    | Partito Popolare Italiano                   | 399   | 1,9  | – |
| Gesamt                                      | Gesamt              | 20.904 | 100  |        | 20.693 | 100                                         | 29    |      |   |
|                                             |                     |        |      |        |        |                                             |       |      |   |
| Quelle: Regione Autonoma Valle d’Aosta      |                     |        |      |        |        |                                             |       |      |   |

### Lodi
| Kandidaten                           | Kandidaten                | 2. Wahlgang | 2. Wahlgang | 1. Wahlgang | 1. Wahlgang | Listen                  | Stimmen | %    | Mandate |
| Kandidaten                           | Kandidaten                | Stimmen     | %           | Stimmen     | %           | Listen                  | Stimmen | %    | Mandate |
| ------------------------------------ | ------------------------- | ----------- | ----------- | ----------- | ----------- | ----------------------- | ------- | ---- | ------- |
|                                      | Aurelio Ferrarigewählt    | 10.627      | 40,9        | 12.340      | 47,4        | Democratici di Sinistra | 4.672   | 21,5 | 13      |
| Partito Popolare Italiano            | Aurelio Ferrarigewählt    | 10.627      | 40,9        | 12.340      | 47,4        | 1.860                   | 8,5     | 5    |         |
| Partito della Rifondazione Comunista | Aurelio Ferrarigewählt    | 10.627      | 40,9        | 12.340      | 47,4        | 1.023                   | 4,7     | 2    |         |
| Alleanza per Lodi                    | Aurelio Ferrarigewählt    | 10.627      | 40,9        | 12.340      | 47,4        | 815                     | 3,7     | 2    |         |
| Cento Paesi                          | Aurelio Ferrarigewählt    | 10.627      | 40,9        | 12.340      | 47,4        | 721                     | 3,3     | 2    |         |
| Partito dei Comunisti Italiani       | Aurelio Ferrarigewählt    | 10.627      | 40,9        | 12.340      | 47,4        | 359                     | 1,6     | –    |         |
| Socialisti Democratici Italiani      | Aurelio Ferrarigewählt    | 10.627      | 40,9        | 12.340      | 47,4        | 274                     | 1,3     | –    |         |
| ↳ Gesamt                             | Aurelio Ferrarigewählt    | 10.627      | 40,9        | 12.340      | 47,4        | 9.724                   | 44,7    | 24   |         |
|                                      | Ernesto Capra             | 9.492       | 36,5        | 12.008      | 46,2        | Forza Italia            | 6.861   | 31,5 | 10      |
| Lega Nord                            | Ernesto Capra             | 9.492       | 36,5        | 12.008      | 46,2        | 2.004                   | 9,2     | 3    |         |
| Alleanza Nazionale                   | Ernesto Capra             | 9.492       | 36,5        | 12.008      | 46,2        | 1.331                   | 6,1     | 1    |         |
| Centro Cristiano Democratico         | Ernesto Capra             | 9.492       | 36,5        | 12.008      | 46,2        | 416                     | 1,9     | –    |         |
| Mandate der Listengruppe             | Ernesto Capra             | 9.492       | 36,5        | 12.008      | 46,2        | –                       | –       | 1    |         |
| ↳ Gesamt                             | Ernesto Capra             | 9.492       | 36,5        | 12.008      | 46,2        | 10.612                  | 48,8    | 15   |         |
|                                      | Andrea Cancellato         |             |             | 894         | 3,4         | Civica                  | 764     | 3,5  | 1       |
|                                      | Gianmario Invernizzi      |             |             | 468         | 1,8         | SOS per Lodi            | 420     | 1,9  | –       |
|                                      | Stefania Cristina Brocchi |             |             | 299         | 1,1         | Partito Umanista        | 245     | 1,1  | –       |
| Gesamt                               | Gesamt                    | 20.119      | 100         | 26.009      | 100         |                         | 21.765  | 100  | 40      |
|                                      |                           |             |             |             |             |                         |         |      |         |
| Quelle: Innenministerium             |                           |             |             |             |             |                         |         |      |         |

### Mantua
| Kandidaten                           | Kandidaten                     | 2. Wahlgang | 2. Wahlgang | 1. Wahlgang | 1. Wahlgang | Listen                  | Stimmen | %    | Mandate |
| Kandidaten                           | Kandidaten                     | Stimmen     | %           | Stimmen     | %           | Listen                  | Stimmen | %    | Mandate |
| ------------------------------------ | ------------------------------ | ----------- | ----------- | ----------- | ----------- | ----------------------- | ------- | ---- | ------- |
|                                      | Gianfranco Burchiellarogewählt | 12.946      | 41,6        | 12.498      | 40,2        | Democratici di Sinistra | 5.937   | 24,1 | 15      |
| Civica                               | Gianfranco Burchiellarogewählt | 12.946      | 41,6        | 12.498      | 40,2        | 2.497                   | 10,1    | 6    |         |
| Partito dei Comunisti Italiani       | Gianfranco Burchiellarogewählt | 12.946      | 41,6        | 12.498      | 40,2        | 958                     | 3,9     | 2    |         |
| Federazione dei Verdi                | Gianfranco Burchiellarogewählt | 12.946      | 41,6        | 12.498      | 40,2        | 576                     | 2,3     | 1    |         |
| ↳ Gesamt                             | Gianfranco Burchiellarogewählt | 12.946      | 41,6        | 12.498      | 40,2        | 9.968                   | 40,4    | 24   |         |
|                                      | Guido Benedini                 | 11.260      | 36,2        | 11.593      | 37,2        | Forza Italia            | 4.668   | 18,9 | 6       |
| Alleanza Nazionale                   | Guido Benedini                 | 11.260      | 36,2        | 11.593      | 37,2        | 2.072                   | 8,4     | 2    |         |
| Lega Nord                            | Guido Benedini                 | 11.260      | 36,2        | 11.593      | 37,2        | 1.240                   | 5,0     | 1    |         |
| Centro Cristiano Democratico         | Guido Benedini                 | 11.260      | 36,2        | 11.593      | 37,2        | 776                     | 3,1     | 1    |         |
| Pensionati Nord                      | Guido Benedini                 | 11.260      | 36,2        | 11.593      | 37,2        | 319                     | 1,3     | –    |         |
| Mandate der Listengruppe             | Guido Benedini                 | 11.260      | 36,2        | 11.593      | 37,2        | –                       | –       | 1    |         |
| ↳ Gesamt                             | Guido Benedini                 | 11.260      | 36,2        | 11.593      | 37,2        | 9.075                   | 36,8    | 11   |         |
|                                      | Sergio Cordibella              |             |             | 4.455       | 14,3        | Uniti per Mantova       | 1.906   | 7,7  | 2       |
| Partito della Rifondazione Comunista | Sergio Cordibella              | 1.491       | 6,0         | 4.455       | 14,3        | 1                       |         |      |         |
| Mandate der Listengruppe             | Sergio Cordibella              | –           | –           | 4.455       | 14,3        | 1                       |         |      |         |
| ↳ Gesamt                             | Sergio Cordibella              | 3.397       | 13,8        | 4.455       | 14,3        | 4                       |         |      |         |
|                                      | Marco Simonazzi                |             |             | 1.061       | 3,4         | Comitati Cittadini      | 892     | 3,6  | 1       |
|                                      | Giuliano Longfils              |             |             | 760         | 2,4         | Mantova Libera          | 676     | 2,7  | –       |
|                                      | Verter Claudio Gorni           |             |             | 758         | 2,4         | Mantova Rinasce         | 644     | 2,6  | –       |
| Gesamt                               | Gesamt                         | 24.206      | 100         | 31.125      | 100         |                         | 24.652  | 100  | 40      |
|                                      |                                |             |             |             |             |                         |         |      |         |
| Quelle: Innenministerium             |                                |             |             |             |             |                         |         |      |         |

### Pavia
| Kandidaten                     | Kandidaten                 | 2. Wahlgang | 2. Wahlgang | 1. Wahlgang | 1. Wahlgang | Listen                               | Stimmen | %    | Mandate |
| Kandidaten                     | Kandidaten                 | Stimmen     | %           | Stimmen     | %           | Listen                               | Stimmen | %    | Mandate |
| ------------------------------ | -------------------------- | ----------- | ----------- | ----------- | ----------- | ------------------------------------ | ------- | ---- | ------- |
|                                | Andrea Albergatigewählt    | 20.808      | 44,3        | 21.770      | 46,4        | Per Pavia                            | 7.420   | 18,8 | 11      |
| Democratici di Sinistra        | Andrea Albergatigewählt    | 20.808      | 44,3        | 21.770      | 46,4        | 6.085                                | 15,4    | 9    |         |
| SDI – PRI                      | Andrea Albergatigewählt    | 20.808      | 44,3        | 21.770      | 46,4        | 2.346                                | 5,9     | 3    |         |
| Partito dei Comunisti Italiani | Andrea Albergatigewählt    | 20.808      | 44,3        | 21.770      | 46,4        | 998                                  | 2,5     | 1    |         |
| ↳ Gesamt                       | Andrea Albergatigewählt    | 20.808      | 44,3        | 21.770      | 46,4        | 16.849                               | 42,6    | 24   |         |
|                                | Giampaolo Chirichelli      | 15.599      | 33,2        | 19.453      | 41,4        | Forza Italia                         | 10.961  | 27,7 | 9       |
| Alleanza Nazionale             | Giampaolo Chirichelli      | 15.599      | 33,2        | 19.453      | 41,4        | 3.452                                | 8,7     | 2    |         |
| Lega Nord                      | Giampaolo Chirichelli      | 15.599      | 33,2        | 19.453      | 41,4        | 3.044                                | 7,7     | 2    |         |
| Centro Cristiano Democratico   | Giampaolo Chirichelli      | 15.599      | 33,2        | 19.453      | 41,4        | 527                                  | 1,3     | –    |         |
| Mandate der Listengruppe       | Giampaolo Chirichelli      | 15.599      | 33,2        | 19.453      | 41,4        | –                                    | –       | 1    |         |
| ↳ Gesamt                       | Giampaolo Chirichelli      | 15.599      | 33,2        | 19.453      | 41,4        | 17.984                               | 45,5    | 14   |         |
|                                | Vittorio Vaccari           |             |             | 3.130       | 6,7         | Libera Pavia                         | 1.643   | 4,2  | –       |
| Liberal Sgarbi – I Libertari   | Vittorio Vaccari           | 602         | 1,5         | 3.130       | 6,7         | –                                    |         |      |         |
| Mandate der Listengruppe       | Vittorio Vaccari           | –           | –           | 3.130       | 6,7         | 1                                    |         |      |         |
| ↳ Gesamt                       | Vittorio Vaccari           | 2.245       | 5,7         | 3.130       | 6,7         | 1                                    |         |      |         |
|                                | Francesco Maurici          |             |             | 1.533       | 3,3         | Partito della Rifondazione Comunista | 1.507   | 3,8  | 1       |
|                                | Luca Sforzini              |             |             | 494         | 1,1         | Giovane Pavia                        | 428     | 1,1  | –       |
|                                | Giovanni Desigis           |             |             | 400         | 0,9         | Autonomisti per l’Europa             | 358     | 0,9  | –       |
|                                | Roberto Giuseppe Innocenti |             |             | 158         | 0,3         | Partito Umanista                     | 141     | 0,4  | –       |
| Gesamt                         | Gesamt                     | 36.407      | 100         | 46.938      | 100         |                                      | 39.512  | 100  | 40      |
|                                |                            |             |             |             |             |                                      |         |      |         |
| Quelle: Innenministerium       |                            |             |             |             |             |                                      |         |      |         |

### Bozen
| Kandidaten                                          | Kandidaten                       | 2. Wahlgang | 2. Wahlgang | 1. Wahlgang | 1. Wahlgang | Listen                               | Stimmen | %    | Mandate |
| Kandidaten                                          | Kandidaten                       | Stimmen     | %           | Stimmen     | %           | Listen                               | Stimmen | %    | Mandate |
| --------------------------------------------------- | -------------------------------- | ----------- | ----------- | ----------- | ----------- | ------------------------------------ | ------- | ---- | ------- |
|                                                     | Giovanni Salghetti Drioligewählt | 27.297      | 47,0        | 21.121      | 36,4        | Noi per l’Alto Adige                 | 7.189   | 13,4 | 7       |
| Democratici di Sinistra                             | Giovanni Salghetti Drioligewählt | 27.297      | 47,0        | 21.121      | 36,4        | 5.326                                | 9,9     | 5    |         |
| Verdi Grüne Vërc                                    | Giovanni Salghetti Drioligewählt | 27.297      | 47,0        | 21.121      | 36,4        | 3.918                                | 7,3     | 4    |         |
| Projekt Bozen                                       | Giovanni Salghetti Drioligewählt | 27.297      | 47,0        | 21.121      | 36,4        | 1.161                                | 2,2     | 1    |         |
| Socialisti Democratici Italiani                     | Giovanni Salghetti Drioligewählt | 27.297      | 47,0        | 21.121      | 36,4        | 941                                  | 1,8     | 1    |         |
| Ladins                                              | Giovanni Salghetti Drioligewählt | 27.297      | 47,0        | 21.121      | 36,4        | 303                                  | 0,6     | 1    |         |
| ↳ Gesamt                                            | Giovanni Salghetti Drioligewählt | 27.297      | 47,0        | 21.121      | 36,4        | 18.838                               | 35,1    | 19   |         |
|                                                     | Alberto Pasquali                 | 19.995      | 34,5        | 20.934      | 36,1        | Alleanza Nazionale                   | 12.683  | 23,6 | 12      |
| Forza Italia – CCD                                  | Alberto Pasquali                 | 19.995      | 34,5        | 20.934      | 36,1        | 3.769                                | 7,0     | 4    |         |
| Bolzano Nuova                                       | Alberto Pasquali                 | 19.995      | 34,5        | 20.934      | 36,1        | 1.558                                | 2,9     | 2    |         |
| Laburisti Alto Atesini – Progressisti – Democratici | Alberto Pasquali                 | 19.995      | 34,5        | 20.934      | 36,1        | 476                                  | 0,9     | –    |         |
| Lega Nord                                           | Alberto Pasquali                 | 19.995      | 34,5        | 20.934      | 36,1        | 315                                  | 0,6     | –    |         |
| Partito Democratico                                 | Alberto Pasquali                 | 19.995      | 34,5        | 20.934      | 36,1        | 303                                  | 0,6     | –    |         |
| ↳ Gesamt                                            | Alberto Pasquali                 | 19.995      | 34,5        | 20.934      | 36,1        | 19.104                               | 35,6    | 18   |         |
|                                                     | Elmar Pichler Rolle              |             |             | 10.298      | 17,7        | Südtiroler Volkspartei               | 10.190  | 19,0 | 9       |
|                                                     | Donato Seppi                     |             |             | 2.114       | 3,6         | Unitalia                             | 2.038   | 3,8  | 2       |
|                                                     | Fabio Visentin                   |             |             | 1.517       | 2,6         | Partito della Rifondazione Comunista | 1.496   | 2,8  | 1       |
|                                                     | Amiltore Arcuri                  |             |             | 1.080       | 1,9         | Gruppo la Città                      | 1.061   | 2,0  | 1       |
|                                                     | Andreas Pöder                    |             |             | 604         | 1,0         | Union für Südtirol                   | 601     | 1,1  | –       |
|                                                     | Haymo Planötscher                |             |             | 369         | 0,6         | Movimento Difesa Valori e Famiglia   | 358     | 0,7  | –       |
| Gesamt                                              | Gesamt                           | 47.292      | 100         | 58.037      | 100         |                                      | 53.686  | 100  | 50      |
|                                                     |                                  |             |             |             |             |                                      |         |      |         |
| Quelle: Autonome Region Trentino-Südtirol           |                                  |             |             |             |             |                                      |         |      |         |

### Venedig
| Kandidaten                               | Kandidaten                | 2. Wahlgang | 2. Wahlgang | 1. Wahlgang | 1. Wahlgang | Listen                                     | Stimmen | %    | Mandate |
| Kandidaten                               | Kandidaten                | Stimmen     | %           | Stimmen     | %           | Listen                                     | Stimmen | %    | Mandate |
| ---------------------------------------- | ------------------------- | ----------- | ----------- | ----------- | ----------- | ------------------------------------------ | ------- | ---- | ------- |
|                                          | Paolo Costagewählt        | 68.229      | 41,0        | 62.755      | 37,7        | Democratici di Sinistra                    | 28.984  | 21,4 | 13      |
| I Democratici – PPI – RI – Udeur         | Paolo Costagewählt        | 68.229      | 41,0        | 62.755      | 37,7        | 10.630                                     | 7,8     | 4    |         |
| Partito della Rifondazione Comunista (A) | Paolo Costagewählt        | 68.229      | 41,0        | 62.755      | 37,7        | 10.440                                     | 7,7     | 4    |         |
| SDI – PRI                                | Paolo Costagewählt        | 68.229      | 41,0        | 62.755      | 37,7        | 7.058                                      | 5,2     | 3    |         |
| Federazione dei Verdi (B)                | Paolo Costagewählt        | 68.229      | 41,0        | 62.755      | 37,7        | 4.724                                      | 3,5     | 1    |         |
| Città Nuova (C)                          | Paolo Costagewählt        | 68.229      | 41,0        | 62.755      | 37,7        | 4.192                                      | 3,1     | 1    |         |
| Partito dei Comunisti Italiani           | Paolo Costagewählt        | 68.229      | 41,0        | 62.755      | 37,7        | 2.604                                      | 1,9     | 1    |         |
| Alternativa Civica                       | Paolo Costagewählt        | 68.229      | 41,0        | 62.755      | 37,7        | 976                                        | 0,7     | –    |         |
| ↳ Gesamt                                 | Paolo Costagewählt        | 68.229      | 41,0        | 62.755      | 37,7        | 69.608                                     | 51,4    | 27   |         |
|                                          | Renato Brunetta           | 53.686      | 32,2        | 64.956      | 39,0        | Forza Italia                               | 34.261  | 25,3 | 12      |
| Alleanza Nazionale                       | Renato Brunetta           | 53.686      | 32,2        | 64.956      | 39,0        | 9.489                                      | 7,0     | 3    |         |
| Lega Nord                                | Renato Brunetta           | 53.686      | 32,2        | 64.956      | 39,0        | 5.212                                      | 3,8     | 1    |         |
| Cristiani Democratici Uniti              | Renato Brunetta           | 53.686      | 32,2        | 64.956      | 39,0        | 2.807                                      | 2,1     | 1    |         |
| Centro Cristiano Democratico             | Renato Brunetta           | 53.686      | 32,2        | 64.956      | 39,0        | 2.428                                      | 1,8     | –    |         |
| Liberal Sgarbi – I Libertari             | Renato Brunetta           | 53.686      | 32,2        | 64.956      | 39,0        | 1.139                                      | 0,8     | –    |         |
| Mandate der Listengruppe                 | Renato Brunetta           | 53.686      | 32,2        | 64.956      | 39,0        | –                                          | –       | 1    |         |
| ↳ Gesamt                                 | Renato Brunetta           | 53.686      | 32,2        | 64.956      | 39,0        | 55.336                                     | 40,9    | 18   |         |
|                                          | Gianfranco Bettin         |             |             | 27.086      | 16,3        | (A) – (B) – (C)                            | –       | –    | 1       |
|                                          | Alessandra Cecchetto Coco |             |             | 3.205       | 1,9         | Verdi                                      | 2.828   | 2,1  | –       |
|                                          | Roberto Ferrara           |             |             | 2.483       | 1,5         | Veneti d’Europa                            | 2.206   | 1,6  | –       |
|                                          | Gianni De Michelis        |             |             | 2.152       | 1,3         | Partito Socialista – Socialdemocrazia      | 1.913   | 1,4  | –       |
|                                          | Giuseppe Umberto Rauti    |             |             | 1.856       | 1,1         | Fiamma Tricolore                           | 1.674   | 1,2  | –       |
|                                          | Maria Gallina             |             |             | 1.203       | 0,7         | Civica                                     | 1.141   | 0,8  | –       |
|                                          | Francesco Mario D’Elia    |             |             | 886         | 0,5         | Movimento Autonomista per Venezia e Mestre | 737     | 0,5  | –       |
| Gesamt                                   | Gesamt                    | 121.915     | 100         | 166.582     | 100         |                                            | 135.443 | 100  | 46      |
|                                          |                           |             |             |             |             |                                            |         |      |         |
| Quelle: Innenministerium                 |                           |             |             |             |             |                                            |         |      |         |

### Macerata
| Kandidaten                           | Kandidaten              | 2. Wahlgang | 2. Wahlgang | 1. Wahlgang | 1. Wahlgang | Listen                  | Stimmen | %    | Mandate |
| Kandidaten                           | Kandidaten              | Stimmen     | %           | Stimmen     | %           | Listen                  | Stimmen | %    | Mandate |
| ------------------------------------ | ----------------------- | ----------- | ----------- | ----------- | ----------- | ----------------------- | ------- | ---- | ------- |
|                                      | Giorgio Meschinigewählt | 10.597      | 40,5        | 9.565       | 36,6        | Democratici di Sinistra | 3.579   | 15,6 | 11      |
| Partito Popolare Italiano            | Giorgio Meschinigewählt | 10.597      | 40,5        | 9.565       | 36,6        | 2.598                   | 11,3    | 7    |         |
| Partito della Rifondazione Comunista | Giorgio Meschinigewählt | 10.597      | 40,5        | 9.565       | 36,6        | 956                     | 4,2     | 2    |         |
| Partito dei Comunisti Italiani       | Giorgio Meschinigewählt | 10.597      | 40,5        | 9.565       | 36,6        | 679                     | 3,0     | 2    |         |
| La Mia Città                         | Giorgio Meschinigewählt | 10.597      | 40,5        | 9.565       | 36,6        | 629                     | 2,7     | 1    |         |
| Socialisti Democratici Italiani      | Giorgio Meschinigewählt | 10.597      | 40,5        | 9.565       | 36,6        | 462                     | 2,0     | 1    |         |
| ↳ Gesamt                             | Giorgio Meschinigewählt | 10.597      | 40,5        | 9.565       | 36,6        | 8.903                   | 38,8    | 24   |         |
|                                      | Vitaliana Vitaletti     | 8.294       | 31,7        | 7.539       | 28,8        | Forza Italia            | 2.718   | 11,9 | 3       |
| Alleanza Nazionale                   | Vitaliana Vitaletti     | 8.294       | 31,7        | 7.539       | 28,8        | 2.715                   | 11,8    | 3    |         |
| CCD – CDU                            | Vitaliana Vitaletti     | 8.294       | 31,7        | 7.539       | 28,8        | 1.178                   | 5,1     | 1    |         |
| Liberal Sgarbi – I Libertari         | Vitaliana Vitaletti     | 8.294       | 31,7        | 7.539       | 28,8        | 328                     | 1,4     | –    |         |
| Mandate der Listengruppe             | Vitaliana Vitaletti     | 8.294       | 31,7        | 7.539       | 28,8        | –                       | –       | 1    |         |
| ↳ Gesamt                             | Vitaliana Vitaletti     | 8.294       | 31,7        | 7.539       | 28,8        | 6.939                   | 30,3    | 8    |         |
|                                      | Anna Menghi             |             |             | 4.845       | 18,5        | Comitato Anna Menghi    | 3.315   | 14,5 | 3       |
| Civica                               | Anna Menghi             | 539         | 2,4         | 4.845       | 18,5        | –                       |         |      |         |
| Mandate der Listengruppe             | Anna Menghi             | –           | –           | 4.845       | 18,5        | 1                       |         |      |         |
| ↳ Gesamt                             | Anna Menghi             | 3.854       | 16,8        | 4.845       | 18,5        | 4                       |         |      |         |
|                                      | Gian Mario Maulo        |             |             | 3.033       | 11,6        | I Democratici – Civica  | 2.459   | 10,7 | 3       |
|                                      | Mario Crucianelli       |             |             | 1.181       | 4,5         | Destra di Popolo        | 778     | 3,4  | 1       |
| Gesamt                               | Gesamt                  | 18.891      | 100         | 26.163      | 100         |                         | 22.933  | 100  | 40      |
|                                      |                         |             |             |             |             |                         |         |      |         |
| Quelle: Innenministerium             |                         |             |             |             |             |                         |         |      |         |

### Chieti
| Kandidaten                      | Kandidaten                | 2. Wahlgang | 2. Wahlgang | 1. Wahlgang | 1. Wahlgang | Listen                               | Stimmen | %    | Mandate |
| Kandidaten                      | Kandidaten                | Stimmen     | %           | Stimmen     | %           | Listen                               | Stimmen | %    | Mandate |
| ------------------------------- | ------------------------- | ----------- | ----------- | ----------- | ----------- | ------------------------------------ | ------- | ---- | ------- |
|                                 | Nicola Cucullogewählt     | 17.229      | 46,5        | 18.033      | 48,6        | Forza Italia                         | 4.948   | 14,5 | 7       |
| Alleanza Nazionale              | Nicola Cucullogewählt     | 17.229      | 46,5        | 18.033      | 48,6        | 4.442                                | 13,0    | 7    |         |
| Cristiani Democratici Uniti     | Nicola Cucullogewählt     | 17.229      | 46,5        | 18.033      | 48,6        | 2.905                                | 8,5     | 4    |         |
| Democrazia Cristiana            | Nicola Cucullogewählt     | 17.229      | 46,5        | 18.033      | 48,6        | 2.534                                | 7,4     | 4    |         |
| Liberal Sgarbi – I Libertari    | Nicola Cucullogewählt     | 17.229      | 46,5        | 18.033      | 48,6        | 1.051                                | 3,1     | 1    |         |
| Fiamma Tricolore                | Nicola Cucullogewählt     | 17.229      | 46,5        | 18.033      | 48,6        | 1.023                                | 3,0     | 1    |         |
| Referendari Radicali Liberi     | Nicola Cucullogewählt     | 17.229      | 46,5        | 18.033      | 48,6        | 475                                  | 1,4     | –    |         |
| ↳ Gesamt                        | Nicola Cucullogewählt     | 17.229      | 46,5        | 18.033      | 48,6        | 17.378                               | 51,0    | 24   |         |
|                                 | Raffaele Tenaglia         | 11.818      | 31,9        | 11.881      | 32,0        | Democratici di Sinistra              | 5.121   | 15,0 | 6       |
| Centro                          | Raffaele Tenaglia         | 11.818      | 31,9        | 11.881      | 32,0        | 2.210                                | 6,5     | 2    |         |
| Partito Popolare Italiano       | Raffaele Tenaglia         | 11.818      | 31,9        | 11.881      | 32,0        | 1.649                                | 4,8     | 2    |         |
| I Democratici                   | Raffaele Tenaglia         | 11.818      | 31,9        | 11.881      | 32,0        | 1.466                                | 4,3     | 1    |         |
| Socialisti Democratici Italiani | Raffaele Tenaglia         | 11.818      | 31,9        | 11.881      | 32,0        | 717                                  | 2,1     | –    |         |
| Federazione dei Verdi           | Raffaele Tenaglia         | 11.818      | 31,9        | 11.881      | 32,0        | 557                                  | 1,6     | –    |         |
| Mandate der Listengruppe        | Raffaele Tenaglia         | 11.818      | 31,9        | 11.881      | 32,0        | –                                    | –       | 1    |         |
| ↳ Gesamt                        | Raffaele Tenaglia         | 11.818      | 31,9        | 11.881      | 32,0        | 11.720                               | 34,4    | 12   |         |
|                                 | Liberato Aceto            |             |             | 6.198       | 16,7        | Centro Cristiano Democratico         | 4.221   | 12,4 | 4       |
|                                 | Isidoro Gianluca Malandra |             |             | 969         | 2,6         | Partito della Rifondazione Comunista | 774     | 2,3  | –       |
| Gesamt                          | Gesamt                    | 29.047      | 100         | 37.081      | 100         |                                      | 34.093  | 100  | 40      |
|                                 |                           |             |             |             |             |                                      |         |      |         |
| Quelle: Innenministerium        |                           |             |             |             |             |                                      |         |      |         |

### Tarent
| Kandidaten                                                           | Kandidaten              | 2. Wahlgang | 2. Wahlgang | 1. Wahlgang | 1. Wahlgang | Listen                                    | Stimmen | %    | Mandate |
| Kandidaten                                                           | Kandidaten              | Stimmen     | %           | Stimmen     | %           | Listen                                    | Stimmen | %    | Mandate |
| -------------------------------------------------------------------- | ----------------------- | ----------- | ----------- | ----------- | ----------- | ----------------------------------------- | ------- | ---- | ------- |
|                                                                      | Rossana Di Bellogewählt | 55.181      | 44,2        | 61.252      | 49,0        | Forza Italia                              | 30.785  | 27,7 | 15      |
| Centro Cristiano Democratico                                         | Rossana Di Bellogewählt | 55.181      | 44,2        | 61.252      | 49,0        | 7.838                                     | 7,1     | 4    |         |
| Alleanza Nazionale                                                   | Rossana Di Bellogewählt | 55.181      | 44,2        | 61.252      | 49,0        | 7.653                                     | 6,9     | 3    |         |
| Prospettive                                                          | Rossana Di Bellogewählt | 55.181      | 44,2        | 61.252      | 49,0        | 3.358                                     | 3,0     | 1    |         |
| Democrazia Cristiana                                                 | Rossana Di Bellogewählt | 55.181      | 44,2        | 61.252      | 49,0        | 2.568                                     | 2,3     | 1    |         |
| Partito Socialista – Socialdemocrazia – Liberal Sgarbi – I Libertari | Rossana Di Bellogewählt | 55.181      | 44,2        | 61.252      | 49,0        | 1.759                                     | 1,6     | –    |         |
| Sviluppo Sociale Lavoro                                              | Rossana Di Bellogewählt | 55.181      | 44,2        | 61.252      | 49,0        | 413                                       | 0,4     | –    |         |
| Movimento Democratico Italiano                                       | Rossana Di Bellogewählt | 55.181      | 44,2        | 61.252      | 49,0        | 381                                       | 0,3     | –    |         |
| ↳ Gesamt                                                             | Rossana Di Bellogewählt | 55.181      | 44,2        | 61.252      | 49,0        | 54.755                                    | 49,3    | 24   |         |
|                                                                      | Raffaele Valla          | 40.706      | 32,6        | 47.626      | 38,1        | Democratici di Sinistra                   | 18.268  | 16,5 | 6       |
| Partito Popolare Italiano                                            | Raffaele Valla          | 40.706      | 32,6        | 47.626      | 38,1        | 5.937                                     | 5,3     | 2    |         |
| I Democratici                                                        | Raffaele Valla          | 40.706      | 32,6        | 47.626      | 38,1        | 4.314                                     | 3,9     | 1    |         |
| Udeur                                                                | Raffaele Valla          | 40.706      | 32,6        | 47.626      | 38,1        | 3.555                                     | 3,2     | 1    |         |
| Socialisti Democratici Italiani                                      | Raffaele Valla          | 40.706      | 32,6        | 47.626      | 38,1        | 2.643                                     | 2,4     | 1    |         |
| Partito della Rifondazione Comunista                                 | Raffaele Valla          | 40.706      | 32,6        | 47.626      | 38,1        | 2.613                                     | 2,4     | 1    |         |
| Taranto Solidale                                                     | Raffaele Valla          | 40.706      | 32,6        | 47.626      | 38,1        | 1.703                                     | 1,5     | –    |         |
| Partito dei Comunisti Italiani                                       | Raffaele Valla          | 40.706      | 32,6        | 47.626      | 38,1        | 753                                       | 0,7     | –    |         |
| Federazione dei Verdi                                                | Raffaele Valla          | 40.706      | 32,6        | 47.626      | 38,1        | 744                                       | 0,7     | –    |         |
| Rinnovamento Italiano                                                | Raffaele Valla          | 40.706      | 32,6        | 47.626      | 38,1        | 618                                       | 0,6     | –    |         |
| Mandate der Listengruppe                                             | Raffaele Valla          | 40.706      | 32,6        | 47.626      | 38,1        | –                                         | –       | 1    |         |
| ↳ Gesamt                                                             | Raffaele Valla          | 40.706      | 32,6        | 47.626      | 38,1        | 41.148                                    | 37,1    | 13   |         |
|                                                                      | Mario Cito              |             |             | 9.891       | 7,9         | Lega d’Azione Meridionale                 | 8.905   | 8,0  | 2       |
|                                                                      | Arturo Messinese        |             |             | 3.314       | 2,7         | Federazione di Centro                     | 2.231   | 2,0  | –       |
| Cristiani Democratici Uniti                                          | Arturo Messinese        | 1.483       | 1,3         | 3.314       | 2,7         | –                                         |         |      |         |
| Mandate der Listengruppe                                             | Arturo Messinese        | –           | –           | 3.314       | 2,7         | 1                                         |         |      |         |
| ↳ Gesamt                                                             | Arturo Messinese        | 3.714       | 3,3         | 3.314       | 2,7         | 1                                         |         |      |         |
|                                                                      | Francesco Vitanza       |             |             | 2.378       | 1,9         | Lega del Polo                             | 2.083   | 1,9  | –       |
|                                                                      | Giuseppe Quaranta       |             |             | 259         | 0,2         | Lista Quaranta                            | 181     | 0,2  | –       |
|                                                                      | Alfonso Alfano          |             |             | 215         | 0,2         | Movimento Disoccupati Precari Meridionali | 187     | 0,2  | –       |
| Gesamt                                                               | Gesamt                  | 95.887      | 100         | 124.935     | 100         |                                           | 110.973 | 100  | 40      |
|                                                                      |                         |             |             |             |             |                                           |         |      |         |
| Quelle: Innenministerium                                             |                         |             |             |             |             |                                           |         |      |         |

### Nuoro
| Kandidaten                                                                | Kandidaten                | 2. Wahlgang | 2. Wahlgang | 1. Wahlgang | 1. Wahlgang | Listen                                            | Stimmen | %    | Mandate |
| Kandidaten                                                                | Kandidaten                | Stimmen     | %           | Stimmen     | %           | Listen                                            | Stimmen | %    | Mandate |
| ------------------------------------------------------------------------- | ------------------------- | ----------- | ----------- | ----------- | ----------- | ------------------------------------------------- | ------- | ---- | ------- |
|                                                                           | Mario Demuru Ziddagewählt | 10.807      | 45,8        | 9.021       | 38,2        | Democratici di Sinistra – Federazione Democratica | 3.459   | 15,9 | 8       |
| I Democratici – Civica                                                    | Mario Demuru Ziddagewählt | 10.807      | 45,8        | 9.021       | 38,2        | 3.062                                             | 14,1    | 7    |         |
| Socialisti Uniti (SDI – Federazione dei Socialisti e dei Democratici) (A) | Mario Demuru Ziddagewählt | 10.807      | 45,8        | 9.021       | 38,2        | 2.745                                             | 12,6    | 6    |         |
| Federazione dei Verdi – Partito dei Comunisti Italiani                    | Mario Demuru Ziddagewählt | 10.807      | 45,8        | 9.021       | 38,2        | 1.007                                             | 4,6     | 2    |         |
| Partito Sardo d’Azione                                                    | Mario Demuru Ziddagewählt | 10.807      | 45,8        | 9.021       | 38,2        | 812                                               | 3,7     | 1    |         |
| ↳ Gesamt                                                                  | Mario Demuru Ziddagewählt | 10.807      | 45,8        | 9.021       | 38,2        | 11.085                                            | 50,9    | 24   |         |
|                                                                           | Myriam Siotto             | 6.831       | 28,9        | 8.273       | 35,0        | Per Cambiare                                      | 2.871   | 13,2 | 5       |
| Forza Italia                                                              | Myriam Siotto             | 6.831       | 28,9        | 8.273       | 35,0        | 2.437                                             | 11,2    | 4    |         |
| CCD – CDU                                                                 | Myriam Siotto             | 6.831       | 28,9        | 8.273       | 35,0        | 1.612                                             | 7,4     | 2    |         |
| Alleanza Nazionale                                                        | Myriam Siotto             | 6.831       | 28,9        | 8.273       | 35,0        | 894                                               | 4,1     | 1    |         |
| Civica (B)                                                                | Myriam Siotto             | 6.831       | 28,9        | 8.273       | 35,0        | 662                                               | 3,0     | 1    |         |
| Mandate der Listengruppe                                                  | Myriam Siotto             | 6.831       | 28,9        | 8.273       | 35,0        | –                                                 | –       | 1    |         |
| ↳ Gesamt                                                                  | Myriam Siotto             | 6.831       | 28,9        | 8.273       | 35,0        | 8.476                                             | 38,9    | 14   |         |
|                                                                           | Giuseppe Tupponi          |             |             | 3.360       | 14,2        | (A)                                               | –       | –    | –       |
|                                                                           | Giuseppe Pintori          |             |             | 1.196       | 5,1         | Partito della Rifondazione Comunista              | 1.213   | 5,6  | 2       |
|                                                                           | Gian Paolo Salvatore Mele |             |             | 730         | 3,1         | Sardigna Natzione                                 | 633     | 2,9  | –       |
|                                                                           | Sebastiano Michele Loddo  |             |             | 652         | 2,8         | (B)                                               | –       | –    | –       |
|                                                                           | Martino Corda             |             |             | 382         | 1,6         | Civica                                            | 360     | 1,7  | –       |
| Gesamt                                                                    | Gesamt                    | 17.638      | 100         | 23.614      | 100         |                                                   | 21.767  | 100  | 40      |
|                                                                           |                           |             |             |             |             |                                                   |         |      |         |
| Quelle: Innenministerium                                                  |                           |             |             |             |             |                                                   |         |      |         |

### Sassari
| Kandidaten                                                            | Kandidaten                  | 2. Wahlgang | 2. Wahlgang | 1. Wahlgang | 1. Wahlgang | Listen                    | Stimmen | %    | Mandate |
| Kandidaten                                                            | Kandidaten                  | Stimmen     | %           | Stimmen     | %           | Listen                    | Stimmen | %    | Mandate |
| --------------------------------------------------------------------- | --------------------------- | ----------- | ----------- | ----------- | ----------- | ------------------------- | ------- | ---- | ------- |
|                                                                       | Gian Vittorio Campusgewählt | 31.736      | 41,1        | 32.040      | 41,5        | Forza Italia              | 8.319   | 12,1 | 8       |
| Alleanza Nazionale                                                    | Gian Vittorio Campusgewählt | 31.736      | 41,1        | 32.040      | 41,5        | 7.926                     | 11,5    | 7    |         |
| Convergenza Sarda                                                     | Gian Vittorio Campusgewählt | 31.736      | 41,1        | 32.040      | 41,5        | 5.841                     | 8,5     | 5    |         |
| Centro Cristiano Democratico                                          | Gian Vittorio Campusgewählt | 31.736      | 41,1        | 32.040      | 41,5        | 2.914                     | 4,2     | 2    |         |
| Patto Segni – Riformatori Sardi                                       | Gian Vittorio Campusgewählt | 31.736      | 41,1        | 32.040      | 41,5        | 2.524                     | 3,7     | 2    |         |
| ↳ Gesamt                                                              | Gian Vittorio Campusgewählt | 31.736      | 41,1        | 32.040      | 41,5        | 27.524                    | 39,9    | 24   |         |
|                                                                       | Leonardo Marras             | 28.075      | 36,4        | 29.267      | 37,9        | Partito Popolare Italiano | 6.425   | 9,3  | 3       |
| Democratici di Sinistra                                               | Leonardo Marras             | 28.075      | 36,4        | 29.267      | 37,9        | 6.011                     | 8,7     | 2    |         |
| Partito Sardo d’Azione                                                | Leonardo Marras             | 28.075      | 36,4        | 29.267      | 37,9        | 4.461                     | 6,5     | 2    |         |
| Federazione Democratica                                               | Leonardo Marras             | 28.075      | 36,4        | 29.267      | 37,9        | 4.087                     | 5,9     | 2    |         |
| I Democratici                                                         | Leonardo Marras             | 28.075      | 36,4        | 29.267      | 37,9        | 3.937                     | 5,7     | 1    |         |
| Socialisti Uniti (SDI – Federazione dei Socialisti e dei Democratici) | Leonardo Marras             | 28.075      | 36,4        | 29.267      | 37,9        | 2.824                     | 4,1     | 1    |         |
| Partito dei Comunisti Italiani                                        | Leonardo Marras             | 28.075      | 36,4        | 29.267      | 37,9        | 739                       | 1,1     | –    |         |
| Mandate der Listengruppe                                              | Leonardo Marras             | 28.075      | 36,4        | 29.267      | 37,9        | –                         | –       | 1    |         |
| ↳ Gesamt                                                              | Leonardo Marras             | 28.075      | 36,4        | 29.267      | 37,9        | 28.484                    | 41,3    | 12   |         |
|                                                                       | Anna Filippa Sanna          |             |             | 12.406      | 16,1        | Città Mia                 | 4.692   | 6,8  | 2       |
| Civica                                                                | Anna Filippa Sanna          | 3.028       | 4,4         | 12.406      | 16,1        | 1                         |         |      |         |
| Partito della Rifondazione Comunista                                  | Anna Filippa Sanna          | 1.825       | 2,6         | 12.406      | 16,1        | –                         |         |      |         |
| Mandate der Listengruppe                                              | Anna Filippa Sanna          | –           | –           | 12.406      | 16,1        | 1                         |         |      |         |
| ↳ Gesamt                                                              | Anna Filippa Sanna          | 9.545       | 13,8        | 12.406      | 16,1        | 4                         |         |      |         |
|                                                                       | Marcello Orrù               |             |             | 1.829       | 2,4         | Democrazia Cristiana      | 1.899   | 2,8  | –       |
|                                                                       | Giovanni Marras             |             |             | 930         | 1,2         | Sardigna Natzione         | 884     | 1,3  | –       |
|                                                                       | Massimiliano Nappi          |             |             | 651         | 0,8         | Turondola                 | 617     | 0,9  | –       |
| Gesamt                                                                | Gesamt                      | 59.811      | 100         | 77.123      | 100         |                           | 68.953  | 100  | 40      |
|                                                                       |                             |             |             |             |             |                           |         |      |         |
| Quelle: Innenministerium                                              |                             |             |             |             |             |                           |         |      |         |

### Catania
|                                       | Umberto Scapagninigewählt |         |      | 98.308 | 56,6    | Forza Italia               | 43.331 | 26,9 | 15 |
| Alleanza Nazionale                    | Umberto Scapagninigewählt | 14.103  | 8,8  | 98.308 | 56,6    | 4                          |        |      |    |
| Centro Cristiano Democratico          | Umberto Scapagninigewählt | 13.889  | 8,6  | 98.308 | 56,6    | 4                          |        |      |    |
| Cristiani Democratici Uniti           | Umberto Scapagninigewählt | 8.582   | 5,3  | 98.308 | 56,6    | 3                          |        |      |    |
| Catania Viva                          | Umberto Scapagninigewählt | 5.606   | 3,5  | 98.308 | 56,6    | 1                          |        |      |    |
| Il Trifoglio                          | Umberto Scapagninigewählt | 4.126   | 2,6  | 98.308 | 56,6    | 1                          |        |      |    |
| Azzurri Catania                       | Umberto Scapagninigewählt | 2.311   | 1,4  | 98.308 | 56,6    | –                          |        |      |    |
| L’Altro Polo                          | Umberto Scapagninigewählt | 2.227   | 1,4  | 98.308 | 56,6    | –                          |        |      |    |
| Partito Socialista – Socialdemocrazia | Umberto Scapagninigewählt | 1.445   | 0,9  | 98.308 | 56,6    | –                          |        |      |    |
| Liberal Sgarbi – I Libertari          | Umberto Scapagninigewählt | 735     | 0,5  | 98.308 | 56,6    | –                          |        |      |    |
| ↳ Gesamt                              | Umberto Scapagninigewählt | 96.355  | 59,9 | 98.308 | 56,6    | 28                         |        |      |    |
|                                       | Mario Libertini           |         |      | 71.506 | 41,2    | I Democratici              | 18.360 | 11,4 | 6  |
| Democratici di Sinistra               | Mario Libertini           | 13.704  | 8,5  | 71.506 | 41,2    | 4                          |        |      |    |
| Partito Popolare Italiano             | Mario Libertini           | 9.541   | 5,9  | 71.506 | 41,2    | 3                          |        |      |    |
| Rinnovamento Italiano                 | Mario Libertini           | 7.378   | 4,6  | 71.506 | 41,2    | 2                          |        |      |    |
| Udeur                                 | Mario Libertini           | 3.521   | 2,2  | 71.506 | 41,2    | 1                          |        |      |    |
| Socialisti Democratici Italiani       | Mario Libertini           | 3.413   | 2,1  | 71.506 | 41,2    | 1                          |        |      |    |
| Partito della Rifondazione Comunista  | Mario Libertini           | 3.024   | 1,9  | 71.506 | 41,2    | –                          |        |      |    |
| Partito dei Comunisti Italiani        | Mario Libertini           | 1.162   | 0,7  | 71.506 | 41,2    | –                          |        |      |    |
| Federazione dei Verdi                 | Mario Libertini           | 1.097   | 0,7  | 71.506 | 41,2    | –                          |        |      |    |
| ↳ Gesamt                              | Mario Libertini           | 61.200  | 38,0 | 71.506 | 41,2    | 17                         |        |      |    |
|                                       | Luigi Sidoti              |         |      | 1.610  | 0,9     | Fiamma Tricolore           | 1.588  | 1,0  | –  |
|                                       | Andrea Anastasi           |         |      | 951    | 0,5     | Democrazia Cristiana       | 851    | 0,5  | –  |
|                                       | Lucia Cannizzaro          |         |      | 701    | 0,4     | Partito Siciliano d’Azione | 598    | 0,4  | –  |
|                                       | Giuseppe Campo            |         |      | 605    | 0,3     | Siciliani Catania          | 312    | 0,2  | –  |
| Gesamt                                | Gesamt                    | 173.681 | 100  |        | 160.904 | 100                        | 45     |      |    |
|                                       |                           |         |      |        |         |                            |        |      |    |
| Quelle: Innenministerium              |                           |         |      |        |         |                            |        |      |    |

## Wahl vom 26. November

### Enna
| Kandidaten                                                             | Kandidaten            | 2. Wahlgang | 2. Wahlgang | 1. Wahlgang | 1. Wahlgang | Listen                  | Stimmen | %    | Mandate |
| Kandidaten                                                             | Kandidaten            | Stimmen     | %           | Stimmen     | %           | Listen                  | Stimmen | %    | Mandate |
| ---------------------------------------------------------------------- | --------------------- | ----------- | ----------- | ----------- | ----------- | ----------------------- | ------- | ---- | ------- |
|                                                                        | Rosario Ardicagewählt | 8.302       | 43,1        | 6.491       | 33,7        | Forza Italia            | 3.829   | 20,5 | 7       |
| Alleanza Nazionale – CCD                                               | Rosario Ardicagewählt | 8.302       | 43,1        | 6.491       | 33,7        | 1.755                   | 9,4     | 3    |         |
| Rinascita della Democrazia Cristiana                                   | Rosario Ardicagewählt | 8.302       | 43,1        | 6.491       | 33,7        | 415                     | 2,2     | –    |         |
| ↳ Gesamt                                                               | Rosario Ardicagewählt | 8.302       | 43,1        | 6.491       | 33,7        | 5.999                   | 32,1    | 10   |         |
|                                                                        | Luigi Curcio          | 7.231       | 37,6        | 6.822       | 35,5        | Democratici di Sinistra | 4.447   | 23,8 | 7       |
| Partito Popolare Italiano                                              | Luigi Curcio          | 7.231       | 37,6        | 6.822       | 35,5        | 3.548                   | 19,0    | 6    |         |
| Al Servizio della Città                                                | Luigi Curcio          | 7.231       | 37,6        | 6.822       | 35,5        | 1.147                   | 6,1     | 2    |         |
| I Democratici                                                          | Luigi Curcio          | 7.231       | 37,6        | 6.822       | 35,5        | 574                     | 3,1     | 1    |         |
| Federazione dei Liberali                                               | Luigi Curcio          | 7.231       | 37,6        | 6.822       | 35,5        | 132                     | 0,7     | –    |         |
| ↳ Gesamt                                                               | Luigi Curcio          | 7.231       | 37,6        | 6.822       | 35,5        | 9.848                   | 52,6    | 16   |         |
|                                                                        | Angelo Moceri         |             |             | 5.929       | 30,8        | Per Enna                | 2.866   | 15,3 | 4       |
| Gesamt                                                                 | Gesamt                | 15.533      | 100         | 19.242      | 100         |                         | 18.713  | 100  | 30      |
|                                                                        |                       |             |             |             |             |                         |         |      |         |
| Quellen: Innenministerium, Kandidaten – Listen – 2. Wahlgang – Mandate |                       |             |             |             |             |                         |         |      |         |